# Michael Ginér
Hans Michael Ginér, född 5 april 1962 i Lunds domkyrkoförsamling i Malmöhus län, är en svensk militär.

## Biografi
Ginér avlade officersexamen vid Krigsskolan 1987 och utnämndes samma år till officer i armén, där han befordrades till major 1997. Han tjänstgjorde i slutet av 1990-talet vid Bergslagens artilleriregemente. Efter att ha befordrats till överstelöjtnant var han chef för Grundutbildningsbataljonen vid Göta ingenjörregemente från 2007 till 2008 eller 2009 och chef för insatsbataljonerna under 2009, varpå han var militärrådgivare vid Sveriges ständiga representation vid Europeiska unionen 2009–2010 och chef för svenska kontingenten KS22 i Kosovo Force i Kosovo från oktober 2010 till april 2011. Ginér befordrades till överste 2016 och var chef för Göta ingenjörregemente från och med den 1 december 2016 till och med den 31 maj 2022, varefter han är chef för Säkerhetsinspektionen i Högkvarteret från och med den 1 juni 2022.